# Bommelsaga

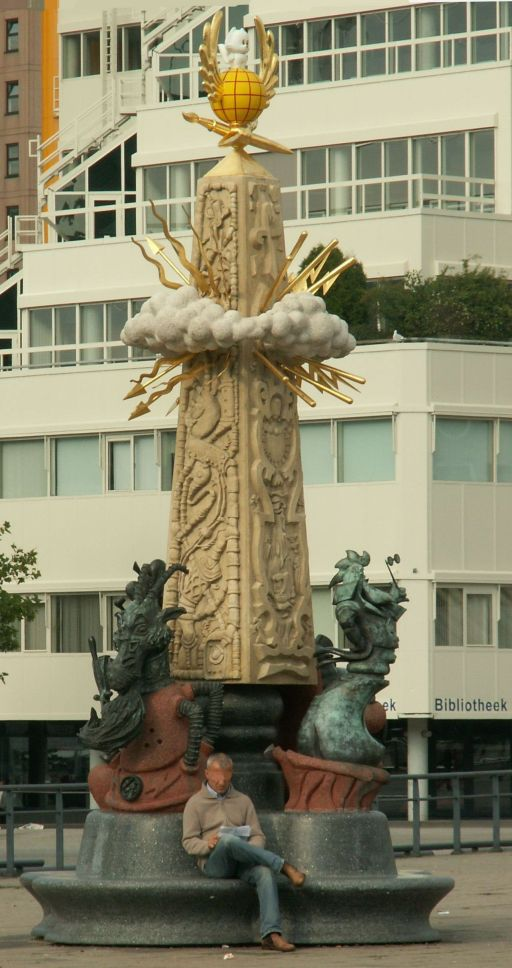
Monument Ode aan Marten Toonder (2002) te Rotterdam, met enkele personages van de Bommelsaga.

De Bommelsaga is de gebruikelijke naam voor de in totaal 177 tekst- of dagstrips met de hoofdpersonages Heer Bommel en Tom Poes van de hand van Marten Toonder. De tekststrips (met de tekst onder de prentjes) verschenen van 16 maart 1941 tot 20 januari 1986 dagelijks in verscheidene kranten en zijn daarna in 2016 opnieuw eenmalig in enkele kranten gepubliceerd.
De Bommelsaga is met enige afstand de bekendste van Toonders hand. Een jaar na de oorlog verscheen de strip in 22 talen en in ruim 50 kranten. De verhalen draaien om antropomorfe dieren en enkele mensachtige personages. Veel van de verhalen spelen zich geheel of gedeeltelijk af in de fictieve plaats Rommeldam en omgeving. Hoewel in de eerste verhalen Tom Poes de hoofdpersoon was, werd Olivier B. Bommel (heer Bommel) uiteindelijk het belangrijkste personage, zodat deze strips ook wel de Bommelverhalen werden genoemd.
De oorspronkelijk als dagbladpublicaties gepubliceerde versie van de Bommelsaga is van 1991 tot 2001 grotendeels ongewijzigd gepubliceerd als Volledige werken.

## Geschiedenis

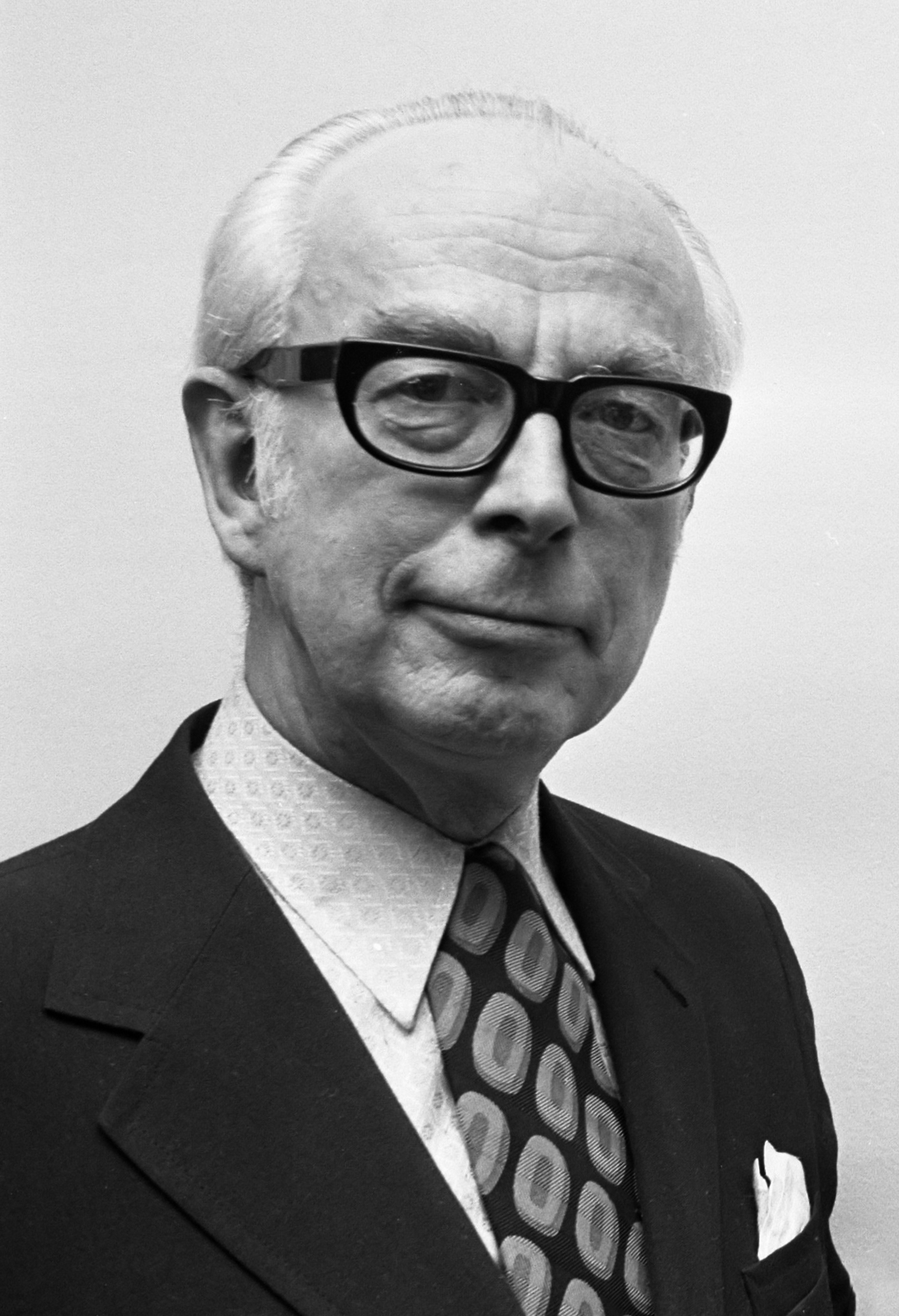
Marten Toonder, auteur van de Bommelsaga.

De Bommelsaga bestaat uit de in totaal 177 in dagbladen verschenen tekststrips met de hoofdpersonages Heer Bommel en Tom Poes.
Het eerste verhaal Het geheim der blauwe aarde verscheen op 16 maart 1941 in de dagblad De Telegraaf, nadat Toonder al in juli 1939:189 een eerst nog naamloze poes had ontwikkeld.
Hoofdredacteur Fraenkel drong bij Toonder sterk aan op het scheiden van tekeningen en tekst, waarbij actuele onderwerpen vermeden dienden te worden. Daarbij vroeg hij om een pakkende naam voor de strip. De naam Tom Poes werd door Phiny Dick (Toonders vrouw) opgeworpen toen ze thuis kwam van de bakker. Omdat Toonder zich niet als schrijver zag maar als tekenaar, liet hij bij de eerste afleveringen het schrijven over aan zijn vrouw Phiny Dick, schrijfster en illustrator van kinderboeken. Daarna gaf ze die opdracht terug aan Toonder.:70-76 De strip is vanaf het begin getekend door Marten Toonder.
De strip is van 16 maart 1941 tot 20 november 1944 verschenen in De Telegraaf, maar werd plotseling afgebroken tegen het einde van het verhaal De Chinese waaier. Toonder dook onder in het medische circuit als manisch-depressief, volgens behandelend arts dr. A. Biemond.
Een jaar na de oorlog verscheen de strip in 22 talen en in ruim 50 kranten.
Op 10 maart 1947 werd de serie gelijktijdig hervat in de kranten Nieuwe Rotterdamsche Courant (de huidige NRC) en de Volkskrant met het verhaal De wonderdokter. Daarna verscheen de stripreeks verscheidene decennia in die kranten en in enkele regionale dagbladen. De dagbladpublicaties verschenen als tekststrips waarbij de teksten naast of onder de tekeningen staan. Toonder gebruikte hier geen tekstballons.
Waar Toonder aanvankelijk teksten schreef om "de tekeningen te verduidelijken", werden vanaf ongeveer 1950 geleidelijk de rollen omgedraaid. Toonder was niet langer in de eerste plaats een tekenaar, maar werd een verteller. Zijn verhaaltrant en woordgebruik kent vele eigenaardigheden, waarvan enkele woorden sindsdien als neologismen hun weg in het dagelijks taalgebruik hebben gevonden. Ook gebruikte Toonder archaisch aandoende woorden en zinswendingen.
Bij het vertrek van hoofdredacteur Joop Lücker bij de Volkskrant in 1964 trok Toonder uit solidariteit zijn strip terug uit die krant, ondanks dat de hoofdredacteur Jan van der Pluijm het dubbele bedrag bood.
Veel later volgden ook andere landelijke en regionale dagbladen met opname van de strip. Op 20 januari 1986 verscheen de laatste aflevering van het laatste verhaal Het einde van eindeloos. Nadien zijn veel dagbladen doorgegaan met de herpublicatie van oudere verhalen. De dagbladpublicaties zijn bekend geworden onder de naam Bommelsaga.
Naast de tekst- of dagstrips van de Bommelsaga in dagbladen verschenen in weekbladen ook ballon- of weekstrips, die vooral gericht waren op kinderen. In deze Tom Poes stripreeks, die werd gemaakt door de Toonder Studio's, speelden dezelfde personages een rol als in de dagbladpublicaties.
Van 1991 tot 2001 zijn de dagbladpublicaties gepubliceerd onder de titel Heer Bommel - Volledige werken - De dagbladpublikaties. De 177 verhalen zijn in 40 boeken gebundeld in hetzelfde formaat als waarin de strips in de krant verschenen. Het is de integrale uitgave van de definitieve, door Toonder geautoriseerde versie van alle verhalen, waarbij zowel de teksten als de tekeningen door correcties, restauraties en aanvullingen en enkele weglatingen niet meer geheel identiek zijn aan die zoals deze oorspronkelijk verschenen zijn in de kranten.

## Verhaalelementen

### Personages
In de Bommelsaga zijn de hoofdpersonages Heer Bommel en Tom Poes. Verdere belangrijke regelmatig terugkerende personages zijn Joost (huisbediende), de dorpsgenoten Dirk Dickerdack (burgemeester), Dorknoper (ambtenaar), Bulle Bas (commissaris van de politie) en brigadier Snuf, Bul Super en Hiep Hieper (plaatselijke boeven), Markies de Canteclaer (adellijke buurman en reder) en Wal Rus (scheepskapitein op de S.S. Albatros), het Kleine Volkje met Kwetal en Pee Pastinakel, Argus (journalist) en O. Fanth Mzn (krantenuitgever), Alexander Pieps (assistent onderzoeker) en Zbygniew Prlwytzkofsky (professor en stadsfenomenoloog), Joachim Sickbock (twijfelachtige wetenschapper), Hocus P. Pas (magister zwarte kunsten), Wammes Waggel (levensgenieter en flierefluiter), Amos W. Steinhacker (tycoon) en Steenbreek (zijn secretaris), Terpen Tijn (plaatselijke kunstenaar), Zielknijper (pedagoog, psycholoog of psychiater; doctorandus of doctor).

### Locaties
De natuur en de landschappen spelen in de strips als entourage een belangrijke en soms bepalende rol. De verschillende streken zijn onvolledig op kaarten weergegeven, zelfs op het gemeentehuis in Rommeldam zijn sommige gebieden onbekend.
Over de locaties uit de Bommelsaga publiceerde Jenno Witsen in 2007 de Bommel reisgids met een voorwoord is van oud-minister Pieter Winsemius en omschrijft aan de hand van een aantal excursies het parallelle universum van de Bommelsaga. Het boek bevat kaarten, tekst en tekeningen.
De belangrijkste locaties zijn slot Bommelstein en Rommeldam (nabijgelegen stad). Enkele avonturen spelen in of bij de Zwarte Bergen en Donkere Bomen Bos, waar weinig bewoning te vinden is. Op zijn avonturen komen heer Bommel en Tom Poes geregeld in hotels, zoals De Gebraden Haan. Locatie spelen vaak een belangrijke rol, zoals Goesting, en het Zompzwin (ook: "Zwarte Water"), waarin Kwetal zijn oloroon wierp omdat deze te zwaar werd om te gaan ipsen.

### Thema's en motieven
In het totaal zijn er anno 2020 meer dan 3500 studies en publicaties verschenen over het werk van Toonder.

#### Basisverhalen van de Bommelsaga
Een aantal figuren uit Rommeldam of omgeving is gebaseerd op de verhalen van Van den vos Reynaerde: Tom Poes is gebaseerd op Tibaert de kater, heer Bommel op Bruun de beer, de markies op de haan Cantecleer, Joost op de hond van koning Nobel, en Joris Goedbloed op Reynaert de vos zelf.
Pieter Steinz zag in Toonder, die hij de kwalificaties gaf van "guichelaar" of "draaksteker", voor alles een schrijver die op een goedmoedige manier de gekte van de wereld te kijk zette. Steinz zag vaak hetzelfde stramien in de Bommelverhalen terugkomen. Hij onderscheidde "in elk geval vier basisverhalen waarop inventief wordt gevarieerd":
1. de Reis naar een vreemd en vaak allegorisch buitenland;
2. de Vreemdeling zoals de wraakgier, de grauwe razer, de trullenhoedster, de blijdschapper, de loodhervormer;
3. het Voorwerp zoals de Pikkinring, de oloroon of ruimtehevelaar, de transmieter, de weetmuts, de verdwijnpunter en de vergelder;
4. het Complot tegen Heer Bommel en de andere burgers van Rommeldam.

Opvoeding is een vaak optredend thema, en dat van Heer Bommel als pedagoog of opvoeder, zoals in Het huilen van Urgje, De toekomer, De grauwe razer, De Kon Gruwer, De opvoedering, De vrezelijke krakken, De zwelbast, Het monster-ei en De weetmuts.

#### Occulte elementen in de Bommelsaga
In 2007 publiceerde Willem Venerius een boek over het gebruik van occulte elementen in de Bommelsaga. Hij citeert daarbij een artikel van Mary Heijboer-Barbas dat laat zien dat Toonder goed bekend was met occulte literatuur en daar ook veel elementen van gebruikte. Het boek bespreekt de genoemde verhalen.
| Titel              | BV# | Occulte elementen  |
| ------------------ | --- | ------------------ |
| De spliterwt       | 73  | I Tjing            |
| De achtgever       | 74  | I Tjing            |
| De dropslaven      | 87  | kaartleggen        |
| Het ontstoffen     | 94  | magie              |
| Het ontstoffen     | 94  | hermetisme         |
| De vuur-salamander | 109 | magie              |
| De wilde wagen     | 103 | hermetisme         |
| De trullenhoedster | 116 | magie              |
| De trullenhoedster | 116 | vrijmetselarij     |
| De trullenhoedster | 116 | heksenvervolging   |
| Het booroog        | 117 | I Tjing            |
| Het booroog        | 117 | theosofie          |
| Het booroog        | 117 | vrijmetselarij     |
| De astromanen      | 127 | astrologie         |
| De blijdschapper   | 131 | magie              |
| De waarde-ring     | 134 | magische ringen    |
| De Grote Onthaler  | 157 | alchemie, religies |

Tot de occulte elementen in de Bommelsaga behoren de elementalen. Elementalen of 'eenkanters' zijn mythische wezens, die verbonden zijn met een van de vier elementen uit de oudheid en het Boeddhisme (Aarde, Water, Vuur en Wind). Door Paracelsus werden ze al als werkelijk bestaande wezens opgevat.
Voorbeelden van deze 'eenkanters' of 'elementalen' in de Bommelsaga zijn:
| Titel              | BV#           | Elementalen                       |
| ------------------ | ------------- | --------------------------------- |
| De liefdadiger     | 106           | Lieven Brekel, de liefdadiger     |
| De kaligaar        | 149           | een kaligaar                      |
| De zelfkant        | 174           | Pee Pastinakel                    |
| De vuur-salamander | 109           | Agilius (Agiel) de vuursalamander |
| veel verhalen      | veel verhalen | Wammes Waggel                     |
| veel verhalen      | veel verhalen | Kwetal, de breinbaas              |

#### Neologismen en archaïsmen
Toonder is de schepper van een groot aantal neologismen, maar in zijn teksten gebruikte hij ook archaïsmen.
- 'Breinbaas' is de titel die wordt gegeven aan Kwetal, lid van het Kleine Volkje
- Denkraam is een door Kwetal gebruikte term, waarmee waarschijnlijk het vermogen tot (intuïtief) begrijpen of empathie wordt bedoeld, of soms referentiekader, maar ook als denkkader of paradigma.
- Ipsen is een door het Kleine Volkje gebruikte term, die bij hun najaarstrek aangeeft.
- Minkukel, afgeleid van kukel, is volgens Marten Toonder meer en anders dan IQ, en bestaat vermoedelijk uit eigenschappen zoals gevoel, fantasie, liefde en dergelijke, die meestal door een teveel aan rede verdrongen worden.
- Oloroon of Ruimtehevelaar, een door Kwetal gemaakt apparaat
- Verdwijnpunter, een door Kwetal gemaakt apparaat
- Zielknijper is een door Toonder bekend geraakte, laatdunkende benaming voor een psychiater. De term is al voor Toonder door anderen gebruikt.

## Overzicht van verhalen en boekuitgaven

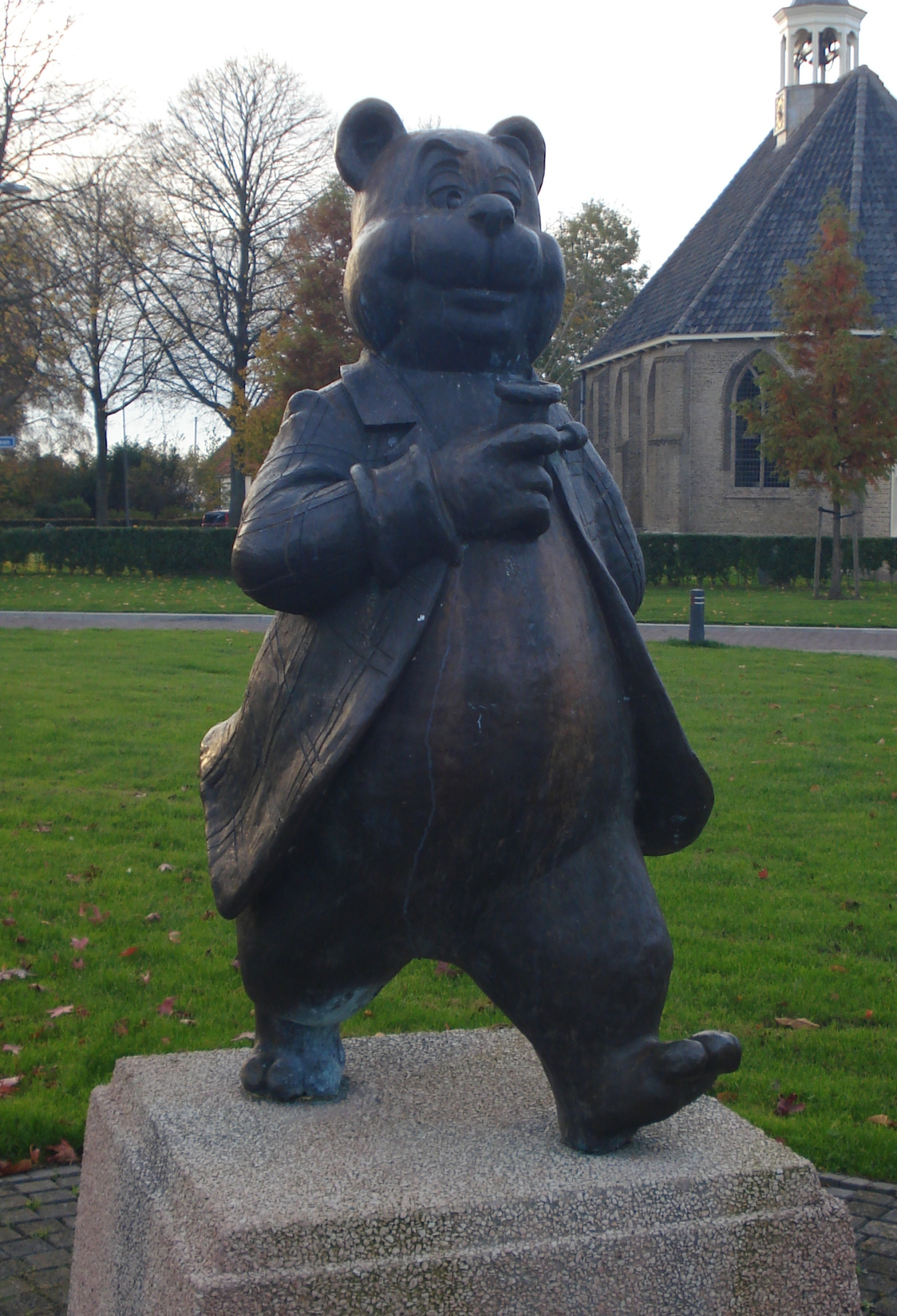
Standbeeld van Olivier Bommel in Goeree-Overflakkee

Toonder schreef 177 Bommelverhalen, die in meer of minder volledige selecties gepubliceerd zijn in enkele boekenseries.

### De paperbackreeks 1967-1989, 1994-1997
Vanaf 1967 heeft uitgeverij De Bezige Bij de, naar het oordeel van Toonder, beste verhalen van de Bommelsaga in paperbackvorm uitgegeven in de reeks Literaire Reuzenpockets. De plaatjes werden daarbij sterk verkleind. Veel van de omslagen in deze serie zijn van de hand van Phiny Dick en van Toonder.
De deeltjes Heer Bommel komt op, Heer Bommel vervolgt en Heer Bommel sluit aan beschouwde hij als overgang naar de betere verhalen.
Toonder was terughoudend over de herpublicatie van de overige verhalen. Een aantal daarvan zijn daarna nog gepubliceerd als Avonturen van Tom Poes.
In 1994 werd deze reeks opgevolgd door een tweede reeks met een gele omslag bij Uitgeverij Big Balloon. Het eerste in de reeks was Tom Poes en het geheim van het Nevelmoeras. Na een handjevol delen stopte deze reeks in 1997.

### Volledige werken1991-2002

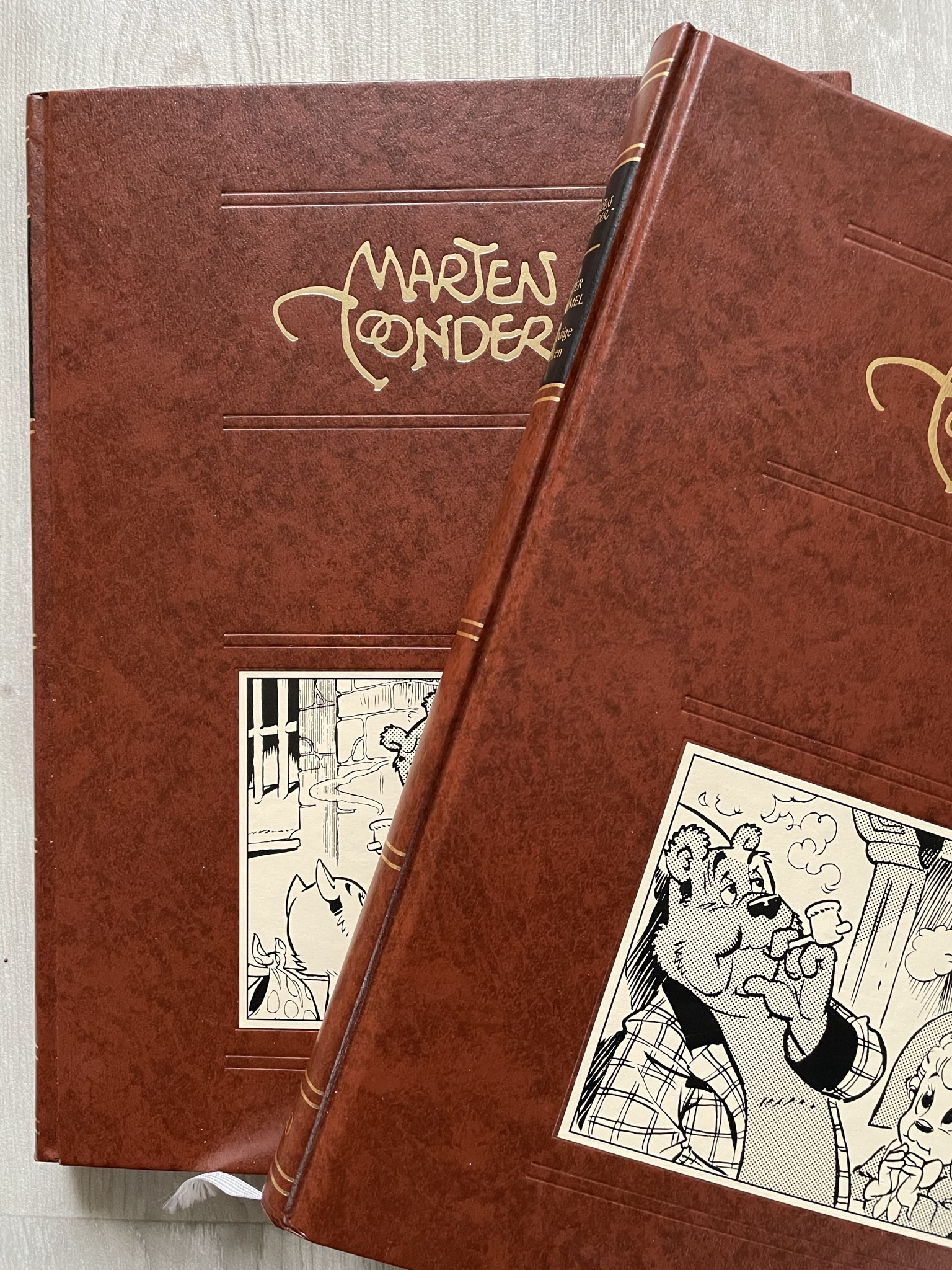
Enkele boeken uit de reeks

Vanaf 1991 heeft de uitgeverij Panda de dagbladpublicaties van de Bommelsaga onder de naam Heer Bommel - Volledige werken - De dagbladpublikaties uitgegeven (bekend als De Volledige werken), in nauwe samenwerking met de auteur en onder auspiciën van Het Haagsch Bommel Genootschap. De 177 verhalen zijn gebundeld in 40 boeken, met de strips in hetzelfde formaat als waarin deze in de krant verschenen zijn. Gedurende tien jaar verschenen er vier boeken per jaar, eerst voor ƒ 100,- per exemplaar, later voor ƒ 120,-. De heruitgave verscheen met een "fraaie kunstleren band" in een oplage van 2500 stuks, waarop kon worden ingetekend. Het is de enige integrale uitgave van de definitieve, door Toonder geautoriseerde versie van alle verhalen, zowel in tekst als in tekeningen. Band 1 begint met het eerste verhaal, en band 40 sluit in juni 2001 af met de laatste drie verhalen. Hans Matla was de drijvende kracht achter deze uitgave.

De Integrale Bommel Uitgave vormt een afrekening met vijftig jaar inferieure uitgaven, een grondslag voor wetenschappelijk onderzoek, maar bovenal een hommage aan de man die de Hollandse Vorm van het beeldverhaal – tekeningen met tekst eronder – tot een uitzonderlijk niveau heeft gebracht: de inmiddels 78-jarige Marten Toonder.
— Frits van der Waa (1990)

Toonder verleende zijn volledige medewerking aan de productie van De Volledige Werken. Hij voorzag de verhalen van een kort Voorwoord Marten Toonder. Toonder heeft enkele stripstroken opnieuw getekend omdat soms het cliché of de originele strook onvindbaar was. De tekst is opnieuw gezet en gecorrigeerd volgens de voorkeurspelling. Zijn zoon Eiso Toonder voegde daar Uit het familiearchief aan toe.
In de Verantwoording staan onder andere een Verantwoording van de redactie, de verworpen, de afgekeurde en de definitieve stripstroken, de vakantieaankondigingen, de eerder verschenen boekuitgaven en briefkaarten.

### De oblongreeks 2008-2018
In 2008 begon De Bezige Bij, in samenwerking met NRC Handelsblad, een project om de 177 verhalen van de Bommelsaga in 60 delen uit te geven. De boeken hebben een oblongformaat, met de strips in dezelfde vorm en afmeting als waarin deze in de krant verschenen. Bij de teksten en afbeeldingen zou het volgens het colofon gaan om de laatste versie waarin Toonder nog correcties heeft kunnen aanbrengen. Het bleek echter niet om de door de auteur geautoriseerde versie van de Volledige werken te gaan, maar om een eerdere versie uit de jaren tachtig. Het project is volgens de planning in 2018 afgerond.

### Navolging vanaf 2016
Dertig jaar na het laatste verhaal van Marten Toonder verscheen er op 3 november 2016 een nieuw album, Het lastpak, een uitgave van de Stichting het Toonder Auteursrecht, geschreven door Henk Hardeman en getekend door Henrieke Goorhuis. Verspreid door de tekst staan verschillende tekeningen. Hoewel het boek slechts één verhaal bevat, lijkt het boek enigszins op de paperbackreeks van De Bezige Bij. De uitgave haalde de eerste week de hoogste notering, nummer 12 in de bestseller 60.
In september 2018 verscheen in het tijdschrift StripGlossy het korte verhaal Heer Bommel breekt door. Het verhaal werd geschreven door Hardeman en getekend door Goorhuis en Daan Jippes. Ook verscheen in datzelfde nummer de eerste pagina's van het verhaal De tijdverdrijver. Dit verhaal werd in 1983 geschreven door Ruud Straatman, maar het werd indertijd niet verder uitgewerkt vanwege financiële perikelen tussen de redactie van Donald Duck en Toonder Studio's. Enkele decennia later werd het dan toch uitgewerkt met tekeningen van Tim Artz. Het verscheen vanaf september 2018 in voorpublicatie in het tijdschrift StripGlossy.

## Bewerkingen

### Verfilming:Als je begrijpt wat ik bedoel(1983)
In 1983 produceerde Rob Houwer de lange animatiefilm Als je begrijpt wat ik bedoel, naar een scenario van Toonder. De film is grotendeels gebaseerd op het verhaal De zwelbast uit 1957, en enigermate ook op Het monster-ei uit 1942. Het verhaal gaat over het rommelen met zaken waar hij beter van af kan blijven. Het resultaat is dat hij alleen maar onheil sticht.

### Musical:De trullenhoedster(1997/1998 en 2006)
Olivier B. Bommel en de Trullenhoedster is een musical gebaseerd op het verhaal Heer Bommel en de trullenhoedster uit 1997/1998 en in 2006.
Het is opgevoerd door OpusOne in 1997/1998 en in 2006.

### Hoorspel:Bommel(2007-2010)
Van 2007 tot 2010 bracht de NPS een reeks hoorspelen, bestaande uit 440 delen. Het laatste halfjaar verscheen de reeks onder de titel Het beste van Bommel. Peter te Nuyl bewerkte de verhalen en was de eindregisseur. In de Bommelverhalen komen weinig vrouwenrollen voor, om die reden werd ervoor gekozen om de vertelstem altijd door een vrouw te laten vervullen.

## Publicaties over de Bommelsaga
Er zijn in de loop van de tijd veel studies verschenen over de Bommelverhalen. Veel van de publicaties gingen over de wereld en het bijzondere taalgebruik van Toonder. Andere publicaties hadden meer betrekking op feitelijke gegevens in de verhalen, zoals de plaatsen, de namen van, de kenmerkende uitspraken of de portretten van de personages.

### De wereld van Toonder
Rob Godthelp heeft in 1973 naar aanleiding van de belangstelling van zijn leerlingen voor strips om het onderscheidingsvermogen te bevorderen een inleiding geschreven waarin wordt toegelicht waarom het verhaal de moeite waard kan zijn. Van belang waren de door Toonder gebruikte taalmiddelen, zoals het gebruik van archaïsmen en neologismen, de rol van ironie, het gebruik van hyperbolen, kenmerkende naamgeving van de karakters, het gebruik van clichés en hun taaleigenaardigheden van de personages in de Bommelverhalen. Ook klinkt enige maatschappijkritiek door.
De eigenschappen die Toonder heeft meegegeven aan Heer Bommel lijken bedroevend, maar Godthelp ziet juist hierin voornamelijk het geheim schuilen. Heer Bommel heeft een gering taalvermogen en gebruikt nietszeggende clichés. Zijn ijdelheid berust op zijn 'stand', dat wil zeggen: op van zijn vader geërfde geld. Daarbij heeft Heer Bommel een beperkte intelligentie, die niet gebruik kan maken van geldige argumenten bij zijn gebrekkige redeneringen. Mensenkennis is hem vreemd, en hij noemt iedereen een 'heer'. Wel is heer Bommel eerlijk en heeft hij goede bedoelingen, wat soms bijdraagt aan zijn bijna-ondergang. Wat hij als onrecht ziet, wil hij bestrijden. "Heer Ollie is ijdel, dom, goed en eerlijk." Tom Poes vormt de tegenpool van Heer Ollie. Hij heeft geen geld en er ook geen verstand van of interesse in. Hij doorziet snel de situaties, is intelligent, opportunistisch, praktisch en doortastend.
Rob Godthelp noemt als kenmerken van het taalgebruik het veelvuldig en bewust archaïsch woordgebruik en het gebruik van neologismen. Het taalgebruik dient voor de sfeertekening en geeft aan dat de verhalen zich in het verleden of in een parallel universum afspelen. Voorbeelden van neologismen zijn vooral woorden afkomstig van het Kleine Volkje zoals bodemscheurders en bodemmalers, denkraam, fuskus, futvoeder, giljoenen, ipsen, kukel, oloroon, ruimtehevelaar, schrieperig, verdwijnpunter, vernerving, verturving.
De meeste vaste personages hebben hun eigen clichés, zoals Heer Bommel en Joost. Personages kunnen herkend worden aan hun manier van spreken. Hyperbolen van germanismen worden gebruikt door professor Prlwytzkofsky. Tom Poes, die niet in een vastgeroest wereldje leeft, gebruikt geen clichés, maar wel uit hij zijn twijfel met "Hm".
Ook kenmerken de Bommelverhalen zich door goedmoedige spot, relativering, objectivering, lichte overdrijvingen of ironie. Rob Godthelp heeft aan de hand van hetzelfde Bommelverhaal een toelichting gegeven op de rol van ironie. Met ironie wordt door omdraaiing de relativerende en goedmoedig spottende houding van de spreker tegenover de buitenwereld getoond.
Peter Smulders (1995): De taal van Marten Toonder met Bommellexicon
P. Oosterheert (2001): De breinbaas van Bommelstein. Over de wereld van Marten Toonder.
Rob Barnhoorn (2017): Taal, wereld en vertalingen.

### Feitelijkheden
Heer Bommel en de natuur van Lieuwe Wynia is uitgegeven naar aanleiding van de expositie Heer Bommel en de Natuur in Kasteel Groeneveld (Baarn). In de verhalen worden besproken: het bos of oerwoud, vlaktes, berggebieden, onland, de zee en ook mythische landschappen, die het territorium zijn van geesten en van een parallelle wereld.
In 2007 publiceerde Jenno Witsen de Bommel reisgids over de locaties uit de Bommelsaga. Het boek omschrijft aan de hand van vijftien wandelingen, een boottocht, een busrit en acht excursies het parallelle universum van de Bommelsaga. Het voorwoord is van oud-minister Pieter Winsemius. De hoofdstukken worden ingeleid met een kaart en de opvolgende tekst is verlucht met tekeningen uit de verhalenreeks. Los ingevoegd is een vouwblad met een kaarten van Rommeldam en omgeving, van Bommelstein en van de Zwarte Bergen en het Donkere Bomen Bos.
In 2011 verscheen van de hand van Paul Verhaak de Bommelparade, een alfabetisch volledig overzicht van personages uit de Bommelsaga, met een portrettengalerij en bijbehorende kenmerkende teksten. Naast de 'officiële' namen worden ook allerlei verhaspelingen genoemd, zoals welke gebezigd worden door kapitein Wal Rus. Het voorwoord is van de bioloog Midas Dekkers.